# Marco Madrigal
Marco Antonio Madrigal Villalobos (San José, 3 de agosto de 1985)  es un futbolista costarricense que se desempeña como guardameta y actualmente milita en el Guadalupe Fútbol Club de la Segunda División de Costa Rica.

## Selección nacional
Madrigal tiene 2 presentaciones con la Selección de Costa Rica, ambas fueron en amistosos ante Nicaragua y Venezuela.
Su primera vez convocado a la Selección Nacional fue para un amistoso ante Nicaragua que se realizó en el estadio Edgardo Baltodano de Liberia como parte de un microciclo. La Selección se impuso 1-0 con un solitario gol de Kendall Waston.
Aparte fue convocado como tercer portero para la Copa de Oro de la Concacaf 2019, sin participación alguna.
En cuanto a títulos solo tiene un campeonato nacional registrado cuando lo consiguió jugando con el A.D. San Carlos, siendo piensa clave en el equipo.
También ha jugado en 2019 su primer torneo internacional exactamente Liga Concacaf dejando tres partidos a cero y jugando un total de 4 partidos completos.
| Partidos | Partidos  | Partidos  | Partidos                | Partidos            | Partidos    | Partidos | Partidos | Partidos      | Partidos |
| N°       | Rival     | Resultado | Fecha                   | Lugar               | Competencia | Goles    | Cambio   | DT            |          |
| -------- | --------- | --------- | ----------------------- | ------------------- | ----------- | -------- | -------- | ------------- | -------- |
| 1        | Nicaragua | 1:0 (0:0) | 16 de diciembre de 2015 | Liberia, Costa Rica | Amistoso    | -        | -        | Óscar Ramírez |          |
| 2        | Venezuela | 1:0 (0:0) | 2 de febrero de 2016    | Barinas, Venezuela  | Amistoso    | -        | -        | Óscar Ramírez |          |

## Palmarés
| N.º | Título           | Club            | País       | Campeonato         | Año  |
| --- | ---------------- | --------------- | ---------- | ------------------ | ---- |
| 1   | Primera División | A.D. San Carlos | Costa Rica | Torneo de Clausura | 2019 |

## Clubes
| Club                               | País       | Año                |
| ---------------------------------- | ---------- | ------------------ |
| Aserrí FC                          | Costa Rica | 2011               |
| A. D. Carmelita                    | Costa Rica | 2011 - 2014        |
| Universidad de Costa Rica          | Costa Rica | 2014               |
| Pérez Zeledón                      | Costa Rica | 2014 - 2015        |
| Santos de Guápiles                 | Costa Rica | 2015 - 2017        |
| CS Cartaginés                      | Costa Rica | 2017               |
| CS Uruguay de Coronado             | Costa Rica | 2018               |
| A. D. San Carlos                   | Costa Rica | 2018 - 2019        |
| Club Social y Deportivo Coatepeque | Guatemala  | 2020               |
| CS Cartaginés                      | Costa Rica | 2020 - 2021        |
| Municipal Liberia                  | Costa Rica | 2021 - 2022        |
| CS Uruguay de Coronado             | Costa Rica | 2022               |
| Municipal Santa Ana                | Costa Rica | 2023               |
| Guadalupe Fútbol Club              | Costa Rica | 2023 - actualmente |